# إصلاح العدالة الجنائية
إصلاح العدالة الجنائية مصطلح يعالج القضايا الهيكلية في أنظمة العدالة الجنائية مثل التنميط العنصري، والإفراط في التجريم، والسجن الجماعي، والعودة إلى الإجرام. يمكن أن يتم إصلاح العدالة الجنائية في أي وقت يتدخل فيه نظام العدالة الجنائية في حياة المواطنين، بما في ذلك سن القوانين والشرطة وإصدار الأحكام.

## إصلاح الشرطة
يصف إصلاح الشرطة المقترحات المختلفة لتغيير ممارسات الشرطة.

### منع عمليات البحث العشوائية
تمنح بعض السلطات القضائية، بما في ذلك الولايات المتحدة والمملكة المتحدة، قوة الشرطة لديها سلطة إيقاف المواطنين بناءً على أسباب معقولة (المملكة المتحدة) أو اشتباه معقول (الولايات المتحدة) بأن الشخص الذي يتم إيقافه قد يكون متورطًا في نشاط إجرامي. يجادل منتقدو هذه الممارسة بأن الشرطة تطبق معايير الشك المعقول لمنع المواطنين بشكل غير متساو، وغالباً ما تستهدف الأفراد على أساس العرق. خلال هذه التوقفات، قد تختار الشرطة تفتيش الشخص بحثًا عن أسلحة غير قانونية أو أشياء أخرى، مثل المخدرات أو أدوات صنعها.
تم تقليص إخافة أفراد الجمهور دون دليل على الجريمة (المعروف أيضًا باسم التوقف والبحث) بشكل كبير في المملكة المتحدة كإصلاح للشرطة. تم ذلك بعد البحث الذي وجد أن عمليات البحث كانت سببًا رئيسيًا لأعمال الشغب في إنجلترا عام 2011.

### بدائل للشرطة التقليدية

#### واجبات المرور
كانت هناك إقتراحات لشرطة غير مسلحة أو ضباط مدنيين لتولي بعض أو كل واجبات شرطة المرور.

##### وسطاء المجتمع
كما كانت هناك اقتراحات لاستبدال الشرطة بوسطاء مجتمعيين في الخلافات الشخصية البسيطة. يُطلق على هذا غالبًا اسم مقاطعة العنف، ويمارس على سبيل المثال من قبل علاج العنف.

##### وحدات الأزمات المتنقلة
يتضمن اقتراح آخر إرسال أخصائيين اجتماعيين مدربين تدريبا خاصا للاستجابة للحالات التي تسببها مشاكل الصحة العقلية أو تعاطي المخدرات. مثال على ذلك هو نظام الاستجابة للأزمات في يوجين، أوريغون.

## إصلاح السجون
يوجد في العديد من البلدان، تكون ظروف السجن من النوع الذي لا يمكن ضمان صحة وسلامة السجناء. في أسوأ الأحوال، يمكن للسجن أن يهدد بشكل مباشر حياة الأفراد المدانين. تهدف الجهود المبذولة لتحسين أوضاع السجون إلى حماية السجناء وموظفي السجون. وتحاول هذه الجهود أيضًا تقليل الآثار الجانبية للسجن التي لا تزال تؤثر على الأفراد المُدانين بعد قضاء مدة عقوبتهم.
يشكل الاكتظاظ خطراً كبيراً على صحة السجناء وسلامتهم. على الرغم من اعتماد قواعد الأمم المتحدة النموذجية الدنيا لمعاملة السجناء في عام 1955، ذكرت المنظمة الدولية للإصلاح الجنائي أن «عدد السجناء يتجاوز الطاقة الاستيعابية الرسمية للسجون في 115 دولة على الأقل». تعترف منظمة الصحة العالمية باكتظاظ السجون باعتباره تهديدًا صحيًا لكل من السجناء وموظفي السجون. تعد السجون المكتظة بيئات عالية الخطورة لانتقال الأمراض مثل فيروس نقص المناعة البشرية والسل. بالإضافة إلى ذلك، فإن للاكتظاظ آثار سلبية على صحة السجناء العقلية. تشير نتائج دراسة أجريت في سجن شامب دولون في جنيف بسويسرا إلى أن اكتظاظ السجون مرتبط بزيادة حوادث الخنق الذاتي / الشنق. من خلال العمل في الولايات المتحدة، وجد هيوي وماكنولتي أن «الاكتظاظ هو مؤشر قوي على ارتفاع معدلات الانتحار وقد يهدد الأمن والسلامة داخل السجون بشكل عام من خلال تقويض رفاهية النزلاء».
الحبس الانفرادي، أو الحبس الأمني المشدد، يشكل أيضًا تهديدًا للصحة العقلية لنزلاء السجن. تشير الدراسات التي تُجرى في الولايات المتحدة وكندا والدنمارك وألمانيا وجنوب إفريقيا إلى أن أولئك الذين يعانون من الحبس الانفرادي يعانون من «القلق والتعب والارتباك والبارانويا والاكتئاب والهلوسة والصداع والارتعاش الذي لا يمكن السيطرة عليه». تلاحظ الجمعية الطبية العالمية أن «الآثار الصحية السلبية يمكن أن تحدث بعد أيام قليلة فقط وقد تستمر في بعض الحالات عند انتهاء العزلة». نظرًا لتفاقم مشكلات الصحة العقلية لدى السجناء المحتجزين في الحبس الانفرادي، فقد يواجه هؤلاء السجناء صعوبة في التكيف مع المجتمع بمجرد انتهاء فترة سجنهم. بناءً على هذه القضايا، تعمل منظمات مثل منظمة الإصلاح الجنائي الدولية ومنظمة العفو الدولية على رفع مستوى الوعي بالآثار السلبية للحبس الانفرادي والدعوة إلى إنهاء استخدام الحبس الانفرادي.
أخيرًا، يجادل مؤيدو إصلاح السجون بضرورة تحسين خدمات الرعاية الصحية والظروف الصحية في السجون. وفقًا لوالاس وباباكريستوس، «أظهر عدد من الدراسات أن السجن ضار جدًا بالصحة وله عواقب صحية دائمة وسلبية على السجين السابق، وعلاقاته الاجتماعية المباشرة، والمجتمع الأكبر». تصيب الأمراض المعدية مثل السل وفيروس نقص المناعة البشرية / الإيدز والزهري نزلاء السجون بمعدل أعلى مما يصيب عموم السكان. في المملكة المتحدة، غالبًا ما لا تتم معالجة الأمراض المزمنة، مثل أمراض الجهاز التنفسي وأمراض القلب والسكري والصرع، بشكل فعال من قبل موظفي الرعاية الصحية في السجن بسبب الضغوط على نظام الرعاية الصحية. تؤكد منظمة الصحة العالمية على أن تحسين الرعاية الصحية في السجون يضمن صحة المجتمعات الأوسع المحيطة بالسجون لأن معظم السجناء سيتم إطلاق سراحهم في نهاية المطاف في مجتمعاتهم، ويتنقل العديد منهم بين البيئتين.

### إعادة استثمار العدالة
تتضمن إعادة الاستثمار في العدالة إعادة توجيه الأموال من السجون إلى تمويل البنية التحتية الاجتماعية والمادية للأماكن التي ترتفع فيها مستويات الحبس. قد تشمل التخفيضات في السجن تقييمات المخاطر والحاجة، وتخفيض الأحكام، والعقوبات المتوسطة والمتدرجة على الإفراج المشروط وانتهاكات المراقبة، وعلاج إدمان المخدرات، وتغيير إرشادات الأحكام، والإشراف بعد الإفراج، والمحاكم المتخصصة في الصحة العقلية أو قضايا تعاطي المخدرات. قد يتم استثمار الأموال التي يتم توفيرها من خلال هذه السياسات في علاج الإدمان، وضباط مراقبة إضافيين، وإصدار أحكام مجتمعية، وخدمات الضحايا، ودعم الإسكان والإسكان الانتقالي، وخدمة الصحة السلوكية. أدى مشروع إعادة الاستثمار في العدالة في بورك بأستراليا بقيادة السكان الأصليين الأستراليين إلى انخفاض بنسبة 18٪ في عدد الجرائم الكبرى المبلغ عنها، و 34٪ انخفاض في اعتداءات العنف غير المنزلي المبلغ عنها، وانخفاض بنسبة 8٪ في المعدل الإجمالي للعودة إلى الجريمة.

## الإصلاح القانوني

### الوصول إلى المساعدة القانونية
بالنسبة للمتهمين الذين يواجهون المحاكمة في نظام العدالة الجنائية، فإن الوصول إلى المساعدة القانونية المختصة ضروري لضمان تفاعلهم مع نظام العدالة الجنائية بشكل عادل. وفقًا للأمم المتحدة، «تلعب المساعدة القانونية دورًا حاسمًا في تمكين الناس من التنقل في نظام العدالة، واتخاذ قرارات مستنيرة، فضلاً عن الحصول على سبل الانتصاف القضائية. تقيم المساعدة القانونية صلة مهمة بين السكان وأنظمة العدالة الخاصة بهم وتوفر إرشادات حول كيفية التنقل في نظام العدالة الذي غالبًا ما يكون صعب الفهم».
تتهم الأمم المتحدة الحكومات الأعضاء بمسؤولية تقديم المشورة القانونية للمواطنين، وخاصة الفقراء، «لتمكينهم من تأكيد حقوقهم وطلب مساعدة المحامين عند الضرورة».
في عام 2016 ، حددت الأمم المتحدة العديد من القضايا الرئيسية في ضمان المساعدة القانونية لمواطني الدول التي استجابت للدراسة العالمية حول المساعدة القانونية: عدم وجود تشريعات محددة بشأن المساعدة القانونية؛ الحاجة إلى زيادة الوعي العام بتوافر المساعدة القانونية؛ أنظمة المساعدة القانونية المثقلة بالأعباء مما يؤدي إلى ارتفاع عبء القضايا على المحامين أو نقص المحامين المؤهلين؛ ومحدودية توافر المساعدة القانونية لأولئك الذين يقيمون في المناطق الريفية أو لأفراد السكان المعرضين للخطر (مثل النازحين دوليًا). تؤدي هذه المشكلات إلى عدم المساواة في الحصول على المساعدة القانونية داخل البلدان الفردية وفي جميع أنحاء العالم. تعمل مبادرات الوصول إلى العدالة في جميع أنحاء العالم على تحسين هذه القضايا وضمان الوصول إلى المساعدة القانونية.

### نداء المساومة
المساومة بالذنب هي العملية التي يمكن للمتهم من خلالها التفاوض مع الادعاء للحصول على حكم أخف من خلال الاعتراف بالذنب الجزئي أو بتحمل المسؤولية الكاملة عن الجريمة المرتكبة. هذه العملية تجعل المحاكمة غير ضرورية، مما يسمح لكل من الدفاع والادعاء بالانتقال إلى مرحلة النطق بالحكم. على الرغم من تطوير المفاوضة القضائية في الولايات المتحدة خلال القرن التاسع عشر، إلا أنها "انتشرت بسرعة إلى العديد من أنظمة العدالة الجنائية الأخرى بما في ذلك دول القانون المدني مثل ألمانيا وفرنسا وإيطاليا. لقد تم استخدامه الآن حتى في القانون الجنائي الدولي ".
إن المفاوضة بشأن الإقرار بالذنب مفيدة لكل من الدفاع والادعاء لأنها تحمي كلاهما من إنفاق الموارد اللازمة لإجراء المحاكمة. بالإضافة إلى ذلك، قد يُحكم على المتهمين بفترات سجن أقصر أو غرامات أقل مما لو كانوا مذنبين في المحاكمة. ومع ذلك، يجادل النقاد بأن العملية قسرية وأن «المدعى عليهم يفقدون الضمانات الإجرائية للمحاكمة (وأهمها افتراض البراءة)، وأن الضحايا لا يتم الاستماع إليهم، وأن الجمهور مستبعد وأن المجرمين المدانين يحصلون على أحكام مخففة للغاية.» بالإضافة إلى ذلك، تم إلقاء اللوم بشكل كبير على هذه العملية في زيادة معدلات السجن في البلدان حيث يعترف غالبية الأفراد المسجونين بالذنب دون الذهاب إلى المحاكمة. يمكن لعملية المفاوضة أن تقوض الجهود المبذولة لإجراء محاكمة عادلة لأن قضية الادعاء لا يتم اختبارها من قبل التمثيل القانوني للدفاع في المحكمة. وعلاوة على ذلك، في الدول التي تحتاج إلى المساعدة القانونية المختصة للمتهمين، من خلال أعدت الحالات المحامين العامين لم يتم تقييمها في المحاكمة، وهذا يعني مدى كفاية نظام معين من الدفاع العام لم يتم تأسيس. نظرًا لأن ميزان القوى يميل إلى أن يكون في صالح الادعاء، فقد يختار المتهم التفاوض في مواجهة عقوبة السجن الكبيرة بدلاً من المخاطرة بإصدار حكم بالإدانة في المحاكمة.